# Vooruit (parti politique)
Pour les articles homonymes, voir SPA et Vooruit.
Vooruit (prononcé : [voːˈrœy̯t] , en français : « En Avant ») est un parti politique belge social-démocrate néerlandophone de centre gauche, présidé par Conner Rousseau. Issu de la scission du Parti socialiste belge en 1978, il a porté le nom de Socialistische Partij (SP) jusqu'en 2001 puis Socialistische Partij Anders (sp.a) jusqu'en mars 2021.

## Histoire

### 1885-1940: leBelgische Werkliedenpartij(BWP)
Voir Parti ouvrier belge pour l'histoire du socialisme en Belgique avant 1940.

### 1940-1978: leBelgische Socialistische Partij(BSP)
Voir Parti socialiste belge pour l'histoire du socialisme en Belgique avant 1978.

### 1978-2000: leSocialistische Partij(SP)
À la suite de la scission du PSB, le parti socialiste flamand prend officiellement le nom de Socialistische Partij en 1980 sous la présidence de Karel Van Miert.

### 2000-2021: leSocialistische Partij Anders(sp.a)
En 1999, le SP subit une défaite électorale aux élections législatives et régionales. Il reste cependant au pouvoir à tous les niveaux dans des coalitions avec les libéraux et les écologistes (coalition arc-en-ciel ou paars-groen en néerlandais), mais entame un processus de renouveau interne. Avec une nouvelle dénomination pour le parti, sp.a, et sous la présidence de Steve Stevaert, cet effort est couronné de succès aux élections législatives de 2003, qui marquent une grande victoire pour le parti. Il reste donc au pouvoir au fédéral, en coalition avec les socialistes francophones (PS) et les libéraux francophones (MR) et néerlandophones (VLD).
Lors des élections régionales de 2004, le parti subit un léger recul par rapport à ses scores de 2003, mais regagne des sièges perdus en 1999. Il se maintient alors au niveau régional flamand dans une coalition avec le cartel CD&V/N-VA et le VLD. Le 15 octobre 2005, à la suite de la démission de Steve Stevaert qui avait été nommé au poste de gouverneur du Limbourg, Johan Vande Lanotte devient le nouveau président du parti. La vice-présidente du parti, Caroline Gennez avait jusque-là assuré l'intérim.
À contre-courant dans une campagne électorale dominée par la thématique régionaliste, manquant d'une figure de proue populaire et marqué par une opposition interne de gauche (ayant conduit notamment à la création du Comité voor een Andere Politiek), le sp.a connaît un important revers électoral lors des élections législatives de 2007, et redescend presque à son niveau de 1999. Le lendemain, Johan Vande Lanotte démissionne de la tête du parti. Il sera remplacé par Caroline Gennez. Le sp.a décide alors que, même si on le lui propose, il ne participera pas au nouveau gouvernement fédéral. Fin décembre 2007, à la suite de l'entrée en fonction du nouveau gouvernement, le parti se retrouve dans l'opposition au fédéral, pour la première fois depuis 1988.
Le 12 janvier 2009, la direction du parti souhaite changer la signification de l'acronyme sp.a en Socialisten en Progressieven Anders afin de permettre à Bert Anciaux de rejoindre leurs rangs. À la suite de l'opposition exprimée par plusieurs membres importants du parti, le Bureau du sp.a a décidé la semaine suivante de ne pas changer le nom, mais le sous-titre qui devient socialisten en progressieven anders.
Aux élections fédérales de 2010, le parti séparé de son partenaire de cartel Spirit (absorbé par Groen) ne perd qu'un député au niveau national.
Lors des élections fédérales de 2014. les socialistes freinent la perte des voix, même si ses résultats sont en baisse à tous les niveaux : fédéral, régions flamande et bruxelloise et parlement européen.
Le déclin continue aux élections fédérales de 2019, où il perd des députés à quasiment tous les parlements. Il constitue toutefois le gouvernement fédéral de cotation Vivaldi avec le PS, les libéraux, les écologistes et le CD&V.
Le 9 septembre 2020, le sp.a annonce qu'il changera de nom d'ici la fin de l'année et deviendra Vooruit (en avant) en référence à la coopérative ouvrière gantoise Vooruit fondée par le socialiste Édouard Anseele à la fin du XIXe siècle.

### Depuis 2021:Vooruit

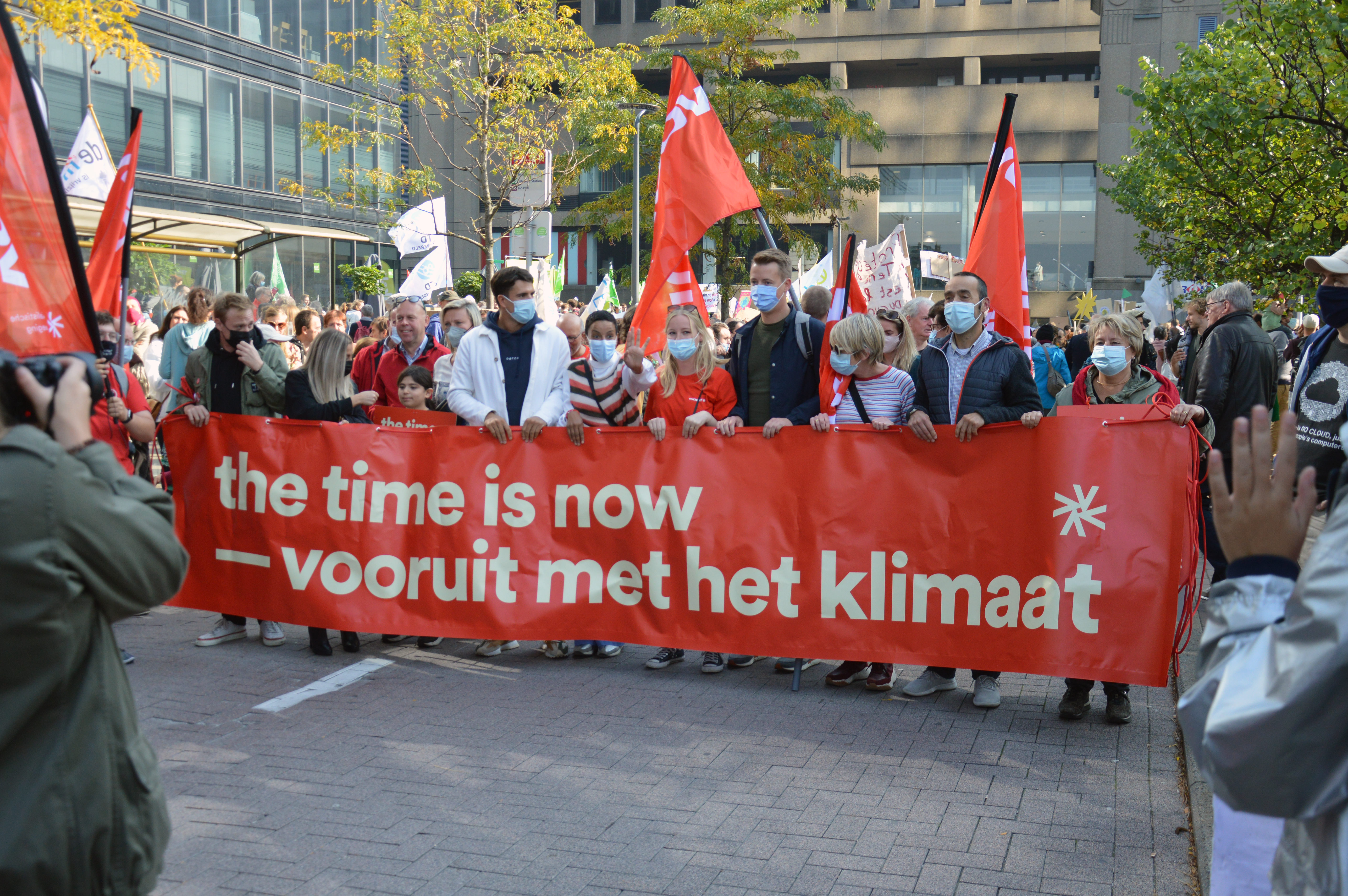
Vooruit lors d'une manifestation écologiste en octobre 2021.

Le 21 mars 2021, avec trois mois de retard sur la date initialement prévue, le parti prend officiellement le nom de Vooruit. Conner Rousseau explique que cette nouvelle dénomination doit permettre de rompre avec « la vieille politique ». Il précise que les valeurs centrales du parti ne changent pas, au premier rang desquelles il place la solidarité. Conformément à un accord conclu avec le Parti socialiste (PS), Vooruit réemménagera le 1er mai suivant au siège central du PS à Bruxelles, sis boulevard de l'Empereur.
En novembre 2023, en raison de la polémique déclenchée par ses propos racistes, Conner Rousseau annonce sa démission de président de parti alors qu’il venait d’être désigné tête de liste pour les législatives de mai 2024,.
Après une brève présidence de Mélissa Depraetere, Rousseau reprend à nouveau la présidence en juillet 2024.

## Idéologie et positionnement politique
Vooruit est un parti social-démocrate flamand. L'égalité des chances et la solidarité sont au cœur des préoccupations du parti. Le parti s'efforce de faire en sorte que ceux qui gagnent le plus ou possèdent les plus grandes richesses paient également les impôts les plus élevés afin que le gouvernement puisse répondre aux besoins des personnes moins fortunées. Le Vooruit se concentre sur la protection du pouvoir d'achat des citoyens ordinaires. Il s'oppose aux réductions de la sécurité sociale et prône l'investissement, en particulier dans l'éducation et les soins de santé.
Le parti est favorable au salaire minimum à 14 euros de l'heure.
Le 1er mai 2023, Vooruit se dit pour la limitation des allocations de chômage dans le temps, ce à quoi s'opposent les partis PS, Ecolo et Groen. Ce positionnement est salué par le MR, l'Open VLD, le CD&V, la N-VA et Les Engagés,.
Le 11 mai 2023, Vooruit déclare vouloir s'attaquer à l'immigration incontrôlée.
Durant la campagne électorale de 2019, le centre d'études RePresent — composé de politologues de cinq universités (UAntwerpen, KU Leuven, VUB, UCLouvain et ULB) — a étudié les programmes électoraux des treize principaux partis politiques belges. Cette étude a classé les partis sur deux axes « gauche-droite », de « - 5 » (extrême-gauche) à « 5 » (extrême-droite) : un axe socio-économique « classique », qui fait référence à l'intervention de l'État dans le processus économique, et au degré suivant lequel l'État doit assurer une égalité sociale, et un axe socio-culturel, qui fait référence à un clivage articulé autour d'une opposition identitaire autour de thèmes comme l'immigration, l'Europe, la criminalité, l'environnement, l'émancipation, etc.
Le sp.a présente alors un programme de gauche, tant sur le plan socio-économique (- 2,92) que sur le plan socio-culturel (- 2,78),.
Le centre RePresent réitère l'exercice durant la campagne électorale de 2024, pour les douze principaux partis. Le positionnement du parti – renommé « Vooruit en 2021 – » s'est déplacé au centre-gauche, tant sur l'axe socio-économique (- 1,67) que sur l'axe socio-culturel (- 1,15).

## Union européenne
Vooruit fait partie, tout comme son parti frère le Parti socialiste du Parti socialiste européen. Il a envoyé, à la suite des élections de 2019, une seule députée : Kathleen Van Brempt

## Structure

### Présidents
| Periode                 | Présidents                   | Vice-Présidents       |
| ----------------------- | ---------------------------- | --------------------- |
| 1978-1989               | Karel Van Miert              |                       |
| 1989-1994               | Frank Vandenbroucke          |                       |
| 1994-1998               | Louis Tobback                |                       |
| 1998-1999               | Fred Erdman                  |                       |
| 1999-2001               | Patrick Janssens             |                       |
| Le SP devient le sp.a   |                              |                       |
| 2001-2003               | Patrick Janssens             |                       |
| 2003-2005               | Steve Stevaert               | Caroline Gennez       |
| 2005                    | Caroline Gennez (ad interim) |                       |
| 2005-2007               | Johan Vande Lanotte          | Caroline Gennez       |
| 2007-2011               | Caroline Gennez              | Dirk Van der Maelen   |
| 2011-2015               | Bruno Tobback                | Joke Quintens         |
| 2015-2019               | John Crombez                 | Stephanie Van Houtven |
| 2019-2021               | Conner Rousseau              | Funda Oru             |
| Le sp.a devient Vooruit |                              |                       |
| 2021-2023               | Conner Rousseau              | Funda Oru             |
| 2023-2024               | Melissa Depraetere           |                       |
| Depuis 2024             | Conner Rousseau              |                       |

### Ministres actuels
Vooruit est au pouvoir à la Région bruxelloise où Ans Persoons occupe le poste de secrétaire d'État à l'Urbanisme et au Patrimoine, aux Relations européennes et internationales, au Commerce extérieur et à Lutte contre l'Incendie, et à l'Aide médicale urgente depuis le 19 juin 2023 au sein du gouvernement Vervoort III.
Vooruit est également présent au gouvernement fédéral avec Frank Vandenbroucke comme vice-Premier ministre de la Santé et des Affaires sociales et Meyrame Kitir comme ministre à la Coopération au développement.

### Élus[19]
Tous ces élus font suite aux élections fédérales, régionales et européennes de 2019.

#### Chambre des représentants
- Melissa Depraetere (élue de Flandre-Occidentale) et présidente de groupe
- Vicky Reynaert (élue de Flandre-Occidentale)
- Joris Vandenbroucke (élu de Flandre-Orientale)
- Anja Vanrobaeys (élu de Flandre-Orientale)
- Gitta Vanpeborgh (élue de la Province d'Anvers)
- Ben Segers (élu de la Province d'Anvers)
- Kris Verduyckt (élu du Limbourg)
- Bert Moyaers (élu du Limbourg)
- Karin Jiroflée (élue du Brabant flamand)

#### Sénat
- Annick Lambrecht
- Kurt de Loort
- Katia Segers
- Bert Anciaux

#### Parlement flamand
- Melissa Depraetere (élu de Flandre-Orientale) et président intérimaire du parti de groupe
- Freya Vanden Bossche (élue de Flandre-Orientale)
- Steve Vandenberghe (élu de Flandre-Occidentale)
- Annick Lambrecht (élue de Flandre-Occidentale)
- Maxim Veys (élu de Flandre-Occidentale)
- Kurt de Loor (élu de Flandre-Orientale)
- Caroline Gennez (élue de la Province d'Anvers)
- Hannes Anaf (élu de la province d'Anvers)
- Els Robeyns (élue du Limbourg)
- Ludwig Vandenhove (élu du Limbourg)
- Katia Segers (élue du Brabant flamand)
- Bruno Tobback (élu du Brabant flamand)

#### Parlement bruxellois
- Fouad Ahidar
- Els Rochette
- Hilde Sabbe

#### Parlement européen
- Kathleen Van Brempt, membre de la commission parlementaire Industrie, recherche et énergie[20]

### Élus au niveau local
À la suite des élections provinciales du 14 octobre 2018, le sp.a dispose de :
| Province            | %      | Répartition des sièges |
| ------------------- | ------ | ---------------------- |
| Anvers              | 8,0 %  |                        |
| Limbourg            | 15,4 % |                        |
| Flandre-Orientale   | 9,7 %  |                        |
| Brabant flamand     | 9,0 %  |                        |
| Flandre-Occidentale | 12,4 % |                        |

À la suite des élections communales du 8 octobre 2006, le sp.a dispose de :
|                               | % | Répartition des sièges |
| ----------------------------- | - | ---------------------- |
| Dans les conseils communaux   |   |                        |
| Dans les conseils de district |   |                        |

## Résultats électoraux

### Parlement fédéral

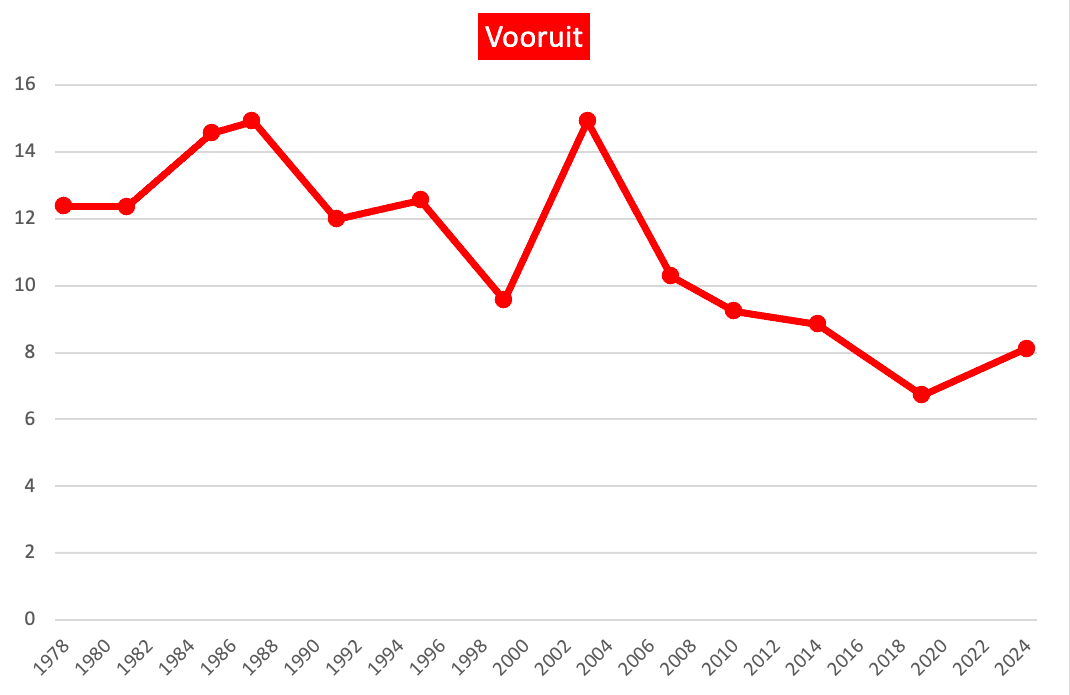
Evolution des résultats de Vooruit à le Chambre des Représentants.

| Année | Chambre des représentants | Chambre des représentants | Chambre des représentants | Sénat     | Sénat | Sénat    | Gouvernement                      |
| Année | Voix                      | %                         | Sièges                    | Voix      | %     | Sièges   | Gouvernement                      |
| ----- | ------------------------- | ------------------------- | ------------------------- | --------- | ----- | -------- | --------------------------------- |
| 1978  | 684 976                   | 12,37                     | 26 / 212                  | 678 776   | 12,39 | 13 / 106 | Martens I, II, III et IV, Eyskens |
| 1981  | 744 593                   | 12,36                     | 26 / 212                  | 732 126   | 12,27 | 13 / 106 | Opposition                        |
| 1985  | 882 200                   | 14,55                     | 32 / 212                  | 868 624   | 14,49 | 16 / 106 | Opposition                        |
| 1987  | 915 432                   | 14,90                     | 32 / 212                  | 896 294   | 14,71 | 17 / 106 | Martens VIII et IX                |
| 1991  | 737 976                   | 11,98                     | 28 / 212                  | 730 274   | 11,94 | 14 / 106 | Dehaene I                         |
| 1995  | 762 444                   | 12,56                     | 20 / 150                  | 764 610   | 12,76 | 5 / 40   | Dehaene II                        |
| 1999  | 593 372                   | 9,55                      | 14 / 150                  | 550 657   | 8,89  | 4 / 40   | Verhofstadt I                     |
| 2003  | 979 750                   | 14,91                     | 17 / 150                  | 1 013 560 | 15,47 | 6 / 40   | Verhofstadt II                    |
| 2007  | 684 390                   | 10,26                     | 14 / 150                  | 678 812   | 10,04 | 4 / 40   | Opposition                        |
| 2010  | 602 867                   | 9,24                      | 13 / 150                  | 613 079   | 9,48  | 4 / 40   | Di Rupo                           |
| 2014  | 595 466                   | 8,83                      | 13 / 150                  | N/A       | N/A   | 5 / 60   | Opposition                        |
| 2019  | 455 034                   | 6,71                      | 9 / 150                   | N/A       | N/A   | 4 / 60   | Opposition, soutien, De Croo      |
| 2024  | 566 436                   | 8,11                      | 13 / 150                  | N/A       | N/A   |          | De Wever                          |

### Entités fédérées

#### Parlement flamand
| Année | Voix    | %     | Sièges   | Gouvernement       |
| ----- | ------- | ----- | -------- | ------------------ |
| 1995  | 733 703 | 19,45 | 25 / 124 | Van den Brande IV  |
| 1999  | 582 419 | 15,00 | 20 / 124 | Dewael, Somers     |
| 2004  | 799 325 | 19,66 | 25 / 124 | Leterme, Peeters I |
| 2009  | 627 852 | 15,27 | 19 / 124 | Peeters II         |
| 2014  | 587 903 | 13,99 | 18 / 124 | Opposition         |
| 2019  | 429 631 | 10,14 | 12 / 124 | Opposition         |
| 2024  | 606 406 | 13,85 | 18 / 124 | Diependaele        |

#### Parlement de la Région de Bruxelles-Capitale
| Année | Voix   | %    | Sièges | Gouvernement                           |
| ----- | ------ | ---- | ------ | -------------------------------------- |
| 1989  | 11 710 | 2,67 | 2 / 75 | Picqué I                               |
| 1995  | 9 987  | 2,42 | 2 / 75 | Picqué II                              |
| 1999  | 13 223 | 3,10 | 2 / 75 | Simonet I, Donnea, Ducarme, Simonet II |
| 2004  | 11 052 | 2,44 | 3 / 89 | Picqué III                             |
| 2009  | 10 085 | 2,19 | 4 / 89 | Opposition                             |
| 2014  | 10 450 | 2,26 | 3 / 89 | Vervoort II                            |
| 2019  | 10 540 | 2,30 | 3 / 89 | Vervoort III                           |
| 2024  | 8 045  | 1,71 | 2 / 89 | En cours                               |

### Conseils provinciaux
| Année | Anvers  | Brabant flamand | Flandre-Occidentale | Flandre-Orientale | Limbourg |
| ----- | ------- | --------------- | ------------------- | ----------------- | -------- |
| 1978  | 21 / 90 |                 | 21 / 90             | 19 / 90           | 14 / 70  |
| 1981  | 20 / 90 |                 | 19 / 90             | 18 / 90           | 17 / 70  |
| 1985  | 22 / 90 |                 | 25 / 90             | 23 / 90           | 20 / 70  |
| 1987  | 23 / 90 |                 | 24 / 90             | 23 / 90           | 21 / 70  |
| 1991  | 17 / 89 |                 | 21 / 90             | 20 / 90           | 18 / 70  |
| 1994  | 15 / 84 | 13 / 75         | 20 / 84             | 17 / 83           | 20 / 75  |
| 2000  | 12 / 84 | 12 / 84         | 18 / 84             | 13 / 84           | 21 / 75  |
| 2006  | 18 / 84 | 14 / 84         | 18 / 84             | 14 / 84           | 20 / 75  |
| 2012  | 18 / 72 | 8 / 72          | 12 / 72             | 9 / 72            | 13 / 63  |
| 2018  | 2 / 36  | 3 / 36          | 5 / 36              | 3 / 36            | 5 / 31   |
| 2024  | 4 / 36  | 5 / 36          | 6 / 36              | 5 / 36            | 4 / 31   |

### Parlement européen
| Année | Voix    | %     | Sièges |
| ----- | ------- | ----- | ------ |
| 1979  | 698 889 | 12,84 | 3 / 24 |
| 1984  | 979 702 | 17,12 | 4 / 24 |
| 1989  | 733 242 | 12,43 | 3 / 24 |
| 1994  | 651 371 | 10,92 | 3 / 25 |
| 1999  | 550 237 | 8,84  | 2 / 25 |
| 2004  | 716 317 | 11,04 | 3 / 24 |
| 2009  | 539 393 | 8,21  | 2 / 22 |
| 2014  | 555 348 | 8,30  | 1 / 21 |
| 2019  | 434 002 | 6,45  | 1 / 21 |
| 2024  | 570 067 | 12,64 | 2 / 21 |

## Anciens ministres
Le SP et le sp.a ont compté de nombreux ministres, parmi lesquels on trouve Willy Claes, Jef Ramaekers, Jos Wijninckx, Henri Boel, Roger De Wulf, Marc Galle, Willy Calewaert, Freddy Willockx, Louis Tobback, Norbert De Batselier, Marcel Colla, Leona Detiège, Leo Peeters, Frank Vandenbroucke, Johan Vande Lanotte, Erik Derycke, Luc Van den Bossche, Freya Van den Bossche, Jan Peeters, Eddy Baldewijns, Anne Van Asbroeck, Steve Stevaert, Renaat Landuyt, Gilbert Bossuyt et Peter Vanvelthoven.

## Identité visuelle

Logo du sp.a de 2001 à 2010.
Logo du sp.a de 2010 à 2018.
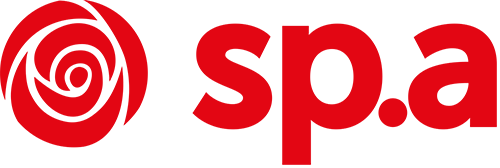
Logo du sp.a de 2018 à 2021.
Logo de Vooruit à partir de 2021.